# Henry Moseley
Henry Gwyn Jeffreys Moseley, angleški fizik in častnik, * 23. november 1887, Weymouth, Dorset, Anglija, † 10. avgust 1915, Galipoli, Osmansko cesarstvo (sedaj Turčija).
Moseleyjevi doprinosi k fizikalni znanosti so bili zagovor fizikalnih zakonov pred predhodnim empiričnim in kemijskim konceptom vrstnega števila. To izvira iz njegovega razvoja Moseleyjevega zakona v rentgenskih spektrih. Moseleyjev zakon je opravičil več konceptov v kemiji z razvrstitvijo kemičnih elementov periodnega sistema v logični red temelječ na njihovih fizikalnih značilnosti.
Moseleyjev zakon je izpopolnil atomsko fiziko z zagotovitvijo prvega eksperimentalnega dokaza Bohrove teorije iz leta 1913, poleg spektra vodikovega atoma, ki ga naj bi Bohrova teorija poustvarila. Teorija je izboljšala Rutherfordov in van den Broekov model iz leta 1911, ki je predlagal, da atom v svojem jedru vsebuje število pozitivnih jedrskih nabojev, ki je enako (vrstnemu) številu v periodnem sistemu. Ta model je ostal v veljavi do danes.
Ob izbruhu 1. svetovne vojne v Zahodni Evropi je Moseley prekinil svoje znanstveno delo na Univerzi v Oxfordu in se prostovoljno pridružil Kraljevim inženircem v Britanski kopenski vojski. Aprila 1915 so ga kot častnika za zveze poslali z vojaki Britanskega imperija v invazijo na Galipoli. Med bitko za Sari Bair ga je 10. avgusta 1915 v starosti 27 let ostrostrelec smrtno zadel v glavo. Strokovnjaki so razglabljali, da bi lahko Moseley leta 1916 prejel Nobelovo nagrado za fiziko, če ne bi padel. Kot posledico tega je britanska vlada vpeljala novo politiko primernosti za bojno dolžnost znanstvenikov.

## Življenje
Henry Moseley, pri prijateljih znan kot Harry, se je rodil v Weymouthu v Dorsetu leta 1887. Njegov oče Henry Nottidge Moseley (1844–91), ki je umrl, ko je bil Henry Moseley še majhen, je bil biolog in tudi profesor anatomije in fiziologije na Univerzi v Oxfordu. Oče je bil član ekspedicije Challengerja. Moseleyjeva mati je bila Anabel Gwyn Jeffreys Moseley, hči velškega biologa, konhologa in malakologa Johna Gwyna Jeffreysa.
Henry Moseley je bil zelo obetaven dijak Summer Fields School (kjer se ena od štirih 'lig' imenuje po njem) in je prejel kraljevo štipendijo za študij na Kolidžu Eton. Leta 1906 je na Etonu prejel nagradi za kemijo in fiziko. Tega leta je začel študirati na Kolidžu Trinity Univerze v Oxfordu, kjer je diplomiral. Kmalu po diplomi na Oxfordu leta 1910 je postal demonstrator v fiziki na Univerzi v Manchestru pod Rutherfordovim nadzorom. Prvo leto v Manchestru je bil Moseley zadolžen kot diplomirani asistent. Zatem je bil diplomirani raziskovalni asistent. Zavrnil je poučevalsko mesto, ki mu ga je ponudil Rutherford, in se novembra 1913 vrnil v Oxford, kjer so mu ponudili laboratorijske pogoje vendar brez podpore.

## Znanstveno delo
Pri raziskovanju energije delcev β leta 1912 je Moseley pokazal, da so bili visoki potenciali dosegljivi iz radioaktivnega vira radija, in je tako izumil prvo atomsko baterijo, čeprav mu ni uspelo pridobiti 1 MeV, energije potrebne za ustavitev delcev.
Leta 1913 je Moseley opazoval in izmeril rentgenske spektre različnih kemičnih elementov (večinoma kovin), ki so jih našli z metodo uklona skozi kristale. To je bila pionirska raba metode rentgenske spektroskopije v fiziki s pomočjo Braggovega zakona uklona za določevanje valovnih dolžin rentgenskih žarkov. Moseley je odkril sistematično matematično povezavo med valovnimi dolžinami nastalih rentgenskih žarkov in vrstnimi števili kovin, ki so služile kot tarče v rentgenskih ceveh. To odkritje je postalo znano kot Moseleyjev zakon.
Pred njegovim odkritjem so vrstna števila (ali elementna števila) elementov obravnavali kot deloma poljubno zaporedno število, ki je temeljilo na zaporedju atomskih mas. Kjer je bilo potrebno, so jih kemiki, kot npr. Mendelejev, spremenili. Pri odkritju periodnega sistema elementov je Mendelejev zamenjal vrstni red nekaterih parov elementov, da bi jih primerneje razvrstil v tej razpredelnici. Kovini kobalt in nikelj sta na primer dobili vrstni števili 27 in 28 glede na njune znane kemijske in fizikalne značilnosti, četudi sta imeli skoraj enaki atomski masi. Dejansko je atomska masa kobalta malenkost večja od nikljeve in bi morali biti kovini v obratnem vrstnem redu, če bi se ju v periodni sistem razporejalo na slepo glede na njuni atomski masi. Moseleyjevi poskusi v rentgenski spektroskopiji so neposredno iz njune fizike pokazali, da imata kobalt in nikelj različni vrstni števili, 27 in 28, in da sta v periodni sistem umeščeni pravilno glede na njegove nepristranske meritve njunih vrstnih števil. Zaradi tega je Moseleyjevo odkritje pokazalo, da so vrstna števila elementov ne le samo poljubna števila na podlagi kemije in intuicije kemikov, ampak tudi, da imajo trdno eksperimentalno osnovo iz fizike njihovih rentgenskih spektrov.
Poleg tega je Moseley pokazal, da so bile v zaporedju vrstnih števil vrzeli pri številih 43, 61, 72 in 75. Ta prazna mesta so sedaj znana in pripadajo radioaktivnim umetnim elementom tehneciju (okritemu leta 1937) in prometiju (odkritemu leta 1942), zadnji dve pa v naravi zelo redkima stabilnima elementoma hafniju (odkritemu leta 1923) in reniju (odkritemu leta 1925). V Moseleyjevemu življenju ni bilo znanega nič od teh štirih elementov, kakor tudi ne njihov obstoj. Na podlagi intuicije je Mendelejev predvidel obstoj manjkajočega elementa v periodnem sistemu, ki so ga kasneje odkrili kot tehnecij, Brauner pa je napovedal obstoj drugega manjkajočega elementa v tem sistemu, kasneje odkritem kot prometij. Moseleyjevi poskusi so potrdili te napovedi in so eksaktno pokazali, da sta bili manjkajoči vrstni števili 43 in 61. Poleg tega je Moseley napovedal še dva neodkrita elementa z vrstnima številoma 72 in 75, in dal zelo močan dokaz, da v periodnem sistemu ni drugih vrzeli med elementoma aluminijem (vrstno število 13) in zlatom (vrstno število 79).
Vprašanje o možnosti neodkritih (»manjkajočih«) elementov je bilo dolgoletni problem svetovnih kemikov, še posebej obstoj velike družine niza lantanidov redkozemeljskih elementov. Moseley je lahko pokazal, da je teh lantanidnih elementov – od lantana do lutecija točno 15, nič več in nič manj. Število elementov v skupini lantanidov je bilo v začetku 20. stoletja kemikom še precej nedoločeno. Niso mogli ustvariti čistih vzorcev vseh redkozemeljskih elementov, kot tudi ne v obliki njihovih soli in v nekaterih primerih niso mogli razlikovati med mešanico dveh zelo podobnih (sosednjih) redkozemeljskih elementov in bližnjih čistih kovin v periodnem sistemu. Obstajal je na primer tako imenovani »element« s kemijskih imenom »didim«, s pomenom »element dvojček«. Nakaj let kasneje so odkrili, da je bil »didim« preprosto mešanica dveh pravih redkozemeljskih elementov (odkritih leta 1885) z imenoma neodim in prazeodim, s pomenoma »novi dvojček« in »zeleni dvojček«. Poleg tega metode ločevanja redkozemeljskih elementov z metodo ionskega izmenjevanja v Moseleyjevemu času še niso odkrili.
Moseleyjeva metoda v zgodnji rentgenski spektroskopiji je omogočila neodložljivo razrešitev zgornjih kemijskih problemov, ki so več let zaposlovali kemike. Moseley je predvidel tudi obstoj elementa z vrstnim številom 61, lantanida, katerega obstoj je bil pred tem neverjeten. Nekaj let kasneje so ta element leta 1942 ustvarili umetno v jedrskih reaktorjih in ga poimenovali prometij.

### Dosežki k razumevanju atoma
Pred Moseleyjem in njegovim zakonom so imeli vrstna števila za deloma poljubna razvrstitvena števila, ki so nedoločeno naraščala z atomsko maso, vendar niso bila določena z njo. Moseleyjevo odkritje je pokazalo, da vrstna števila niso bila poljubno dodeljena ampak so imela določeno fizikalno osnovo. Moseley je domneval, da ima naslednji sosednji element jedrski naboj točno za eno enoto večji kot predhodnik. Na novo je definiral zamisel o vrstnih številih iz predhodnjega stanja kot ad hoc številčna označitev za pomoč pri razvrščanju elementov v točno zaporedje naraščajočih vrstnih števil, s čimer je periodni sistem postal eksakten. To je kasneje postalo osnova načela izgradnje v raziskovanju atomov. Kakor je poudaril Bohr je Moseleyjev zakon zagotovil razumno zaokroženo eksperimentalno množico podatkov, ki je podprla Rutherfordovo in van den Broekovo predstavo atoma iz leta 1911 s pozitivno nabitim jedrom, ki ga obkrožajo negativno nabiti elektroni, in v katerem vrstno število predstavlja eksaktno fizikalno število pozitivnih nabojev – kasneje odkritih in poimenovanih protoni v osrednjem atomskem jedru elementov. Moseley je v svojem raziskovalnem članku omenil oba znanstvenika, ni pa omenil Bohra, saj so bile njegove zamisli tedaj še prevelika novost. Našli so preproste modifikacije Rydbergovih in Bohrovih enačb, ki so teoretično opisovale Moseleyjev empirično izpeljani zakon za določevanje vrstnih števil.

### Raba rentgenskega spektrometra
Rentgenski spektrografi so osnovni gradniki rentgenske kristalografije. Rentgenski spektrometri so, kakor jih je poznal Moseley, delovali na naslednji način. Rabila se je steklena elektronska cev v obliki bučke, podobna tisti, ki jo v rokah drži Moseley na znani fotografiji. Znotraj vakuumirane cevi so elektroni obstreljevali kovinsko snov (v primeru Moseleyjevega dela vzorec čistega elementa) in pri tem povzročali ionizacijo elektronov iz notranjih elektronskih lupin elementa. Odboj elektronov v te luknje v notranjih lupinah je naprej povzročil sevanje rentgenskih fotonov, ki so bili izpeljani iz cevi v polcurku skozi odprtino zunanjega rentgenskega ščita. Nato jih je odklonil standardizirani kristal soli, koti odklonov pa so se odbirali kot fotografske črte na izpostavljenem rentgenskem filmu postavljenem zunaj vakuumske cevi na znani razdalji. Uporaba Braggovega zakona (po začetnem ugibanju srednje razdalje med atomi in kovinskim kristalom na podlagi njegove gostote) je nato omogočila izračun valovne dolžine izsevanih žarkov.
Moseley je sodeloval pri načrtovanju in izdelavi zgodnje rentgenske spektrometrične opreme in se od Williama Henryja Bragga in Williama Lawrencea Bragga na Univerzi v Leedsu naučil več tehnik. Več opreme pa je izdelal sam. Več tehnik rentgenske spektroskopije so navdihnile metode, ki so jih uporabljali s spektroskopi in spektrografi v vidni svetlobi, z zamenjavo kristalov, ionizacijskih celic in fotografskih plošč z ustreznimi v spektroskopiji vidne svetlobe. V nekaterih primerih je moral Moseley spremeniti svojo opremo, da je zaznal še posebej mehke nizkofrekvenčne rentgenske žarke, ki niso prodrli ne v zrak ali papir, in je moral delati s svojimi inštrumenti v vakuumski celici.

## Smrt in zapuščina
Enkrat v prvi polovici leta 1914 je Moseley zapustil svoje delovno mesto v Manchestru in se hotel vrniti v Oxford kjer bi nadaljeval svoje raziskave v fiziki. 1. svetovna vojna je izbruhnila avgusta 1914. Zavrnil je to ponudbo za delovno mesto in se namesto tega javil h Kraljevim inženircem v Britanski kopenski vojski. Njegovi domači in prijatelji so ga hoteli prepričati naj se ne pridruži vojski, vendar je to imel za svojo dolžnost. V začetku aprila 1915 je služboval kot tehnični častnik za zveze med invazijo na Galipoli v Turčiji. Med bitko za Sari Bair je 10. avgusta 1915 padel. Turški ostrostrelec ga je ustrelil v glavo med prenašanjem vojaškega ukaza prek telefona.
V času svoje smrti je bil Moseley star le 27 let in po mnenju nekaterih znanstvenikov bi lahko veliko prispeval k znanju o atomski zgradbi, če bi preživel. Niels Bohr je leta 1962 dejal, da Rutherfordovega dela »sploh niso jemali resno« in, da je »velika sprememba prišla od Moseleyja.«
Asimov je zapisal: »Glede na to kaj bi [Moseley] lahko dosegel ... je bila njegova smrt ena najdražjih posameznih smrti v vojni za človeštvo v splošnem.« Zaradi Moseleyjeve smrti v 1. svetovni vojni in po močnem Rutherfordovem lobiranju je britanska vlada vpeljala politiko, ki ni več dovoljevala vpoklica britanskih pomembnih in obetajočih znanstvenikov za bojno dolžnost v oboroženih silah Krone.
Asimov je razmišljal tudi, da če Moseley med služenjem britanskemu imperiju ne bi padel, bi leta 1916 verjetno prejel Nobelovo nagrado za fiziko, katere skupaj z nagrado za kemijo tega leta niso podelili nikomur. Poleg tega k tej verjetnosti pripomorejo podelitve Nobelovih nagrad za fiziko v dveh predhodnih letih 1914 in 1915, ter v naslednjem letu 1917. Leta 1914 je nagrado za fiziko prejel von Laue za svoje odkritje uklona rentgenskih žarkov na kristalih, kar je bil odločilen korak k odkritju rentgenske spektroskopije. Nato sta si leta 1915 nagrado delila Bragga, oče in sin za njuno odkritje obratnega problema - določevanja strukture kristalov s pomočjo rentgenskih žarkov. Robert Charles Bragg, drugi sin Williama Henryja Bragga je tudi padel pri Galipoliju 2. septembra 1915.). Moseley je uporabljal uklon rentgenskih žarkov na znanih kristalih za merjenje rentgenskih spektrov kovin. To je bila prva raba rentgenske spektroskopije in še en korak naprej k nastanku rentgenske kristalografije. Poleg tega so njegove metode in analize močno podprle koncept vrstnega števila in mu dale trdno fizikalno osnovo. Barkla je leta 1917 prejel Nobelovo nagrado za fiziko za svoje eksperimentalno delo s pomočjo rentgenske spektroskopije pri odkritju karakterističnih rentgenskih frekvenc, ki jih sevajo različni elementi in še posebej kovine. »Siegbahn, ki je nadaljeval Moseleyjevo delo, je [leta 1924 prejel Nobelovo nagrado za fiziko].« Moseleyjeva odkritja so bila tako z istih področij kot tista od prejemnikov Nobelove nagrade, naredil pa je tudi večji korak pri prikazu dejanskih temeljev vrstnih števil. Rutherford je zapisal, da je njegovo delo Moseleyju »v dveh letih na začetku njegove kariere omogočilo zaključiti niz raziskav, ki bi mu zagotovo prinesel Nobelovo nagrado.«
Moseleyju v čast so v Manchestru in Etonu postavili spominski plošči. Štipendijo Kraljeve družbe, ustanovljeno na njegovo željo, je prejel fizik Patrick Maynard Stuart Blackett, ki je kasneje postal predsednik Družbe.